# Stortingsvalget 1912
Stortingsvalget 1912 blev afholdt i perioden fra 20. oktober til 11. november 1912. Valget var et flertalsvalg i enmandskredse, et valgsystem som senere blev ændret ved valget i 1921, da forholdstalsvalg blev indført. 123 repræsentanter blev valgt ind i Stortinget. Valgets store vindere var Venstre som øgede deres tilslutning med næsten 10% og fik 76 repræsentanter i Stortinget. Valgdeltagelsen var på 65,9%.
Jens Bratlies regering (H/FV) blev i januar 1913 afløst af Gunnar Knudsens anden regjering (V).

## Resultat
| Parti                       | Procent af stemmerne (%) | Ændring i forhold til 1909 | Mandater | Ændring i forhold til 1909 |
| --------------------------- | ------------------------ | -------------------------- | -------- | -------------------------- |
| Høyre og Frisinnede Venstre | 33,0                     | -8,4                       | 24       | -40                        |
| Arbeiderpartiet             | 26,2                     | +4,7                       | 23       | +12                        |
| Venstre                     | 40,2                     | +9,5                       | 76       | +30                        |
| Arbeiderdemokratene         | 0                        | -3,6                       | 0        | -2                         |
| Andre                       | 0,6                      | -2,2                       | 0        | 0                          |
| Total                       | 100                      | 0                          | 123      | 0                          |